# Osfrid af Skåne
 Denne artikel bør gennemlæses af en person med fagkendskab for at sikre den faglige korrekthed.

Osfrid af Skåne eller Osfred af Skåne alternativt Osfrid fra Skåne (latin: Osfrid de Sconaowe ), hvilket af forskellige oversættes til navneformer som Asfred, Aasfred, Åsfrid, og Ansifrid var en skånsk hersker (jarl eller konge), der regerede Skåne under kongerne Godfred og Hemming (i samme tidsrum som Karl den Store var konge af Frankerriget). Han gik også i senere tradition under navnet Osfrith den Forfærdelige.

## Afstamning
Osfrid var søn af Olof den Dristige, der angiveligt var hersker af Skåne siden Pipin den Lilles dage (768).

## Repræsentant for kong Hemming i 811
Osfrids navn blev allerede i samtiden noteret i De frankiske rigsannaler (en). Osfrid er derigennem mest kendt for at være en af de stormænd og repræsentanter for kong Hemming, der i år 811 mødtes med 12 repræsentanter for Kejser Karl den Store et sted i nærheden af Ejderen for at bekræfte en grænsedragnings- og fredsaftale mellem Frankerriget og Danerriget og deres respektive konger.
Lidt usædvanligt ved mødet i 811 var, at hele tre af Hemmings repræsentanter hed "Osfrid" – så helt ualmindeligt har navnet altså ikke været på den tid.
At Osfrid af Skåne var en af de udvalgte repræsentanter ved denne lejlighed understreger, at Skåne var et vigtigt område i det rige eller magtområde, som kongerne Godfred og Hemming rådede over.

## Osfrids styre af Skåne
Nogle detaljer om Osfrids tid som regent af Skåne er ikke kendt, og vi ved således heller ikke, om han residerede i Uppåkra eller andet steds?

## Senere tradition om Osfrid
I en tradition, der var levende i det sydlige Skåne i 1140'erne, gengives en antagelse om, at den skibssætning, vi i vore dage kender som Ales sten (1624: Als Stene), skulle være gravsted for Osfrid og hans far Olof. Nogen grav fra denne periode kan dog ikke med bestemthed godtgøres ved de undersøgelser, der har været af Ales Sten. Lokalt kaldes stedet også for "Heds stenar" eller "Urbans grav".
Abbed Gunterus fra klosteret Clara Silvio er den, der i et brev fra 1142 eller 1143 til ærkebiskop Eskil, giver en nærmere beskrivelse af Ales Sten. Det er fra samme periode, at traditionen om tilnavnet "den Forfærdelige" er overleveret.